# Mozilla Jetpack
Mozilla Jetpack (англ. Jetpack — реактивний ранець) — це проєкт, в рамках якого розробляються інструменти і каркас для простого створення додатків Firefox.  Проєкт постачає Add-on SDK, набори API, середовище виконання (Run-time system), та інструмент командного рядка для створення і запуску розширень, а також Add-on Builder, інтегроване середовище розробки через вебінтерфейс, яке використовує SDK.
Підтримка Jetpack інтегрована в браузер починаючи з випуску Firefox 4.

## Огляд
Add-on SDK, раніше відомий як Jetpack SDK, дозволяє створювати додатки з використанням технології Jetpack, і на відміну від XUL не вимагає вивчення особливостей внутрішнього устрою браузера й дозволяє створювати додатки з використанням стандартних вебтехнологій HTML, CSS і JavaScript на основі домовленностей CommonJS.  Крім простоти розробки, перевагою Jetpack-розширень є можливість миттєвої активації додатків, без перезавантаження браузера, і відсутність вимог до забезпечення сумісності з майбутніми версіями браузера. Управління складанням доповнень до SDK проводиться через спеціальну утиліту, що працює в режимі командного рядка і написану мовою Python. Після збірки додаток оформляється у вигляді інсталяційного XPI-пакунку.
Крім створення додатків на локальній системі за допомогою SDK, в рамках проєкту Add-on Builder створена працююча у вигляді вебзастосунку інтегроване середовище для швидкого створення додатків.  Add-on Builder не вимагає установки і працює через веб, надаючи можливості з редагування коду, складання програм, контролю версій, тестування та вибору готових модулів. 
Використовуваний для створення додатків Jetpack API розширює звичайний набір класів JavaScript засобами для побудови користувацького інтерфейсу, звернення до підсистем браузера, доступу та маніпулювання вебконтентом.  Наприклад, розробник додатків отримує можливість роботи з рядком статусу, табами, буфером обміну та контекстним меню, а також може управляти анімацією, прив'язувати скрипти-обробники до контенту, створювати плаваючі поверх сторінки виринаючі вікна.  Підтримується підключення розширюють API зовнішніх бібліотек, таких як jQuery або модуля з реалізацією API сервісу Twitter.  Для звевадження Jetpack-додатків можна використовувати стандартний зневаджувач FireBug.

## Виноски
1. ↑  Jetpack/Release Notes. mozilla.org. Архів оригіналу за 2 квітня 2019. Процитовано 26 березня 2013.
2. ↑  Add-on SDK Documentation. mozilla.org. Архів оригіналу за 7 січня 2014. Процитовано 22 червня 2011. [Архівовано 2014-01-07 у Wayback Machine.]
3. ↑  Add-on Builder. mozilla.org. Архів оригіналу за 8 серпня 2013. Процитовано 16 червня 2011. [Архівовано 2013-08-08 у Wayback Machine.]
4. ↑  85% пользователей Firefox используют дополнения. Представлены Add-on SDK и Add-on Builder. Архів оригіналу за 11 жовтня 2011. Процитовано 16 жовтня 2011.

## Дивись також
- Mozilla Chromeless